# علم موسكو

علم موسكو

علم موسكو هو علم موسكو عاصمة روسيا الاتحادية. أحمر غامق في وسطه شعار موسكو الذي يظهر القديس جرجس مرتديًا دروعًا ووشاحًا أزرق، ويمسك في يده اليمنى حربة ذهبية، وهو يمتطي حصانًا فضيًا، ويطعن بحربته تنينًا. اعتمد العلم في 1 فبراير 1995.